# Davyn
Het mineraal davyn is een chloor-houdend natrium-kalium-calcium-aluminium-sulfaat-silicaat met de chemische formule Na4K2Ca2Si6Al6O24(SO4)Cl2. Het tectosilicaat behoort tot de veldspaatvervangers.

## Eigenschappen
Het kleurloze of witte davyn heeft een glasglans, een witte streepkleur en de splijting is perfect volgens het kristalvlak [1010] en onduidelijk volgens [0001]. De gemiddelde dichtheid is 2,47 en de hardheid is 6. Het kristalstelsel is hexagonaal en de radioactiviteit van het mineraal is nauwelijks meetbaar. De gamma ray-waarde volgens het American Petroleum Institute is 98,33.

## Naam
Het mineraal davyn is genoemd naar de Britse scheikundige Sir Humphrey Davy (1778 - 1829)

## Voorkomen
Davyn komt voor in alkali-rijke stollingsgesteenten. De typelocatie is de Monte Somma in Italië. Het mineraal wordt ook gevonden nabij de Laacher See in de Duitse Eifel.